# Babahoyo
Babahoyo, también conocida como Santa Rita de Babahoyo, es una ciudad ecuatoriana, cabecera cantonal del cantón Babahoyo  y capital de la provincia de Los Ríos, así como la segunda urbe más grande y poblada de la misma. Se localiza al centro de la región litoral del Ecuador, en una extensa llanura, en la unión de los ríos Catarama y San Pablo, que forman el río Babahoyo al atravesar la ciudad, a una altitud de 8 m s. n. m. y con un clima lluvioso tropical de 25,7 °C en promedio.
En la época colonial, fue conocida como "Bodegas de Babahoyo" por haber estado allí ubicadas la Aduana y los Almacenes Reales, para el control del comercio entre Guayaquil y las ciudades de la Sierra ecuatoriana. En el censo de 2022 tenía una población de 98.251 habitantes, lo que la convierte en la décima octava ciudad más poblada del país. La ciudad es el núcleo del área metropolitana de Babahoyo, la cual está constituida además por ciudades y parroquias rurales cercanas. El conglomerado alberga a más de 280.000 habitantes.
Sus orígenes datan del siglo XVI, pero es a mediados del siglo XIX, debido a su asentamiento definitivo, cuando presenta un acelerado crecimiento demográfico debido a la gran producción agrícola de la zona. Es uno de los más importantes centros administrativos, económicos, financieros y comerciales del Ecuador. Las actividades principales de la ciudad son la agricultura (principalmente de arroz, banano y cacao), el comercio, la ganadería y el transporte.

## Toponimia
La palabra Babahoyo viene de la cultura chorrera y significa "gavilán oscuro", refiriéndose al gavilán caracolero, un ave que habita en los sembríos de arroz y se alimenta de caracoles. Esta ciudad fue en principios tierra de los babahuyus, guerreros de etnia huancavilca que habitaban en esta región; fue con ellos que el conquistador Sebastián de Benalcázar realizó una alianza para evitar el enfrentamiento armado. 

## Historia
Fue levantada en épocas muy remotas por los legendarios indios babahuyus, integrantes de la confederación Huancavilca, quienes en 1535 ofrecieron tenaz resistencia a los conquistadores españoles. Pacificada la región, en 1596 fue organizada como Tenencia, dependiente del Corregimiento de Guayaquil. Se cree que el año de 1796 el Cap. Carlos de Betember y Platzaen, adquirieron sus territorios con dineros de sus peculios, e iniciaron el levantamiento de una ciudad a la que llamaron “Santa Rita”; pero ha podido comprobarse documentalmente que esto no es así, ya que la población de Santa Rita de Babahoyo es mucho más antigua.
Originalmente ocupó la margen derecha del río Babahoyo, y en épocas de la colonia se convirtió en un importante centro de tráfico comercial entre las poblaciones de la Costa y de la Sierra, Por mucho tiempo se llamó Bodegas, por haber estado allí ubicadas la Aduana y los Almacenes Reales, para el control del comercio entre Guayaquil y las ciudades de la Sierra ecuatoriana.
Una vez que la independencia de Guayaquil se alcanzó con el esfuerzo de sus propios hijos, la buena nueva recorrió casi todo el litoral y gran parte de la sierra. Por esto, el amor por la libertad se acrecentó y poco a poco los pueblos enfervorizados proclamaron su rompimiento de las cadenas hispanas. Bodegas de Babahoyo sería uno de los primeros, pues apenas a dos días del pronunciamiento de Guayaquil, este haría pública también su declaración de libertad suscrita por sus hijos. Babahoyo ha sido en la historia ecuatoriana una ciudad distinguida por hijos heroicos y trabajadores quienes no se han querido descargar golpes mortales a su tierra sea en incendios, inundaciones y sequías. El 11 de octubre de 1820, Babahoyo proclama su emancipación política y pasa a constituirse en la principal ciudad de organización de las fuerzas libertadoras a la patria. En la histórica Hacienda Elvira ocurren durante el 3 y 10 de mayo de 1845 los combates de las tropas marcistas contra las del presidente Juan José Flores. Y en la Hacienda Virginia, son firmados el 17 de junio del mismo año, los convenios de paz, que ponen término a la dominación Floreana en el país. Al ser creada la Provincia de los Ríos el 6 de octubre de 1860, Babahoyo pasa a ser provisionalmente su capital.
Otro de los hechos históricos que ha marcado la historia de los babahoyenses, es la creencia infundada de que el incendio del 30 de marzo de 1867 redujo a escombros a la ciudad de Babahoyo; hecho que ha podido comprobarse documentadamente no fue así, ya que este solo destruyó una parte muy pequeña de la ciudad. 
Es por esto que después del incendio del 30 de marzo de 1867, sus habitantes junto al Concejo Cantonal el cual estaba presidido por don José Ramón Verdezoto se negaron al pretendido traslado de la ciudad de Santa Rita de Babahoyo al banco de la hacienda Elvira; ya que este traslado beneficiaba económicamente a la familia Flores Jijón al vender estos los solares de su hacienda Elvira a los habitantes que deseasen asentarse en ella; entablandose a partir de ese momento un conflicto entre la municipalidad de Babahoyo, institución que defendía los intereses de los babahoyenses y el Gobierno Nacional quienes respaldaban la venta lucrativa de los solares de la hacienda Elvira de los Flores Jijón. Es por eso que documentalmente se ha establecido que el 27 de mayo de 1867, es un error histórico que se ha mantenido infundadamente.

## Geografía
La ciudad está situada en la margen izquierda del río San Pablo, que al unirse en su desembocadura con el río Catarama forman el río Babahoyo. Su terreno es plano con pocas elevaciones o lomas sin mucha altura. Una de las más interesantes excursiones en la zona es el descenso en bote por el río Babahoyo. Está limitada: Al Norte: los cantones Baba, Puebloviejo y Urdaneta. Al Sur: la provincia del Guayas. Al Este: Montalvo, y la provincia de Bolívar.
Babahoyo se encuentra en el Litoral y es paso obligado para ir hacia la Sierra por las carreteras Babahoyo - Quito (Vía Panamericana), Babahoyo - Ambato (Vía Flores) y también por la Babahoyo - Riobamba. Babahoyo tiene 4 parroquias urbanas: Clemente Baquerizo, Camilo Ponce Enríquez, Barreiro y El Salto; y 4 parroquias rurales: Caracol, Febres-Cordero, Pimocha y La Unión. Babahoyo se encuentra al sur de la Provincia de Los Ríos las vías que la unen con las demás ciudades y pueblos de la Costa son la Babahoyo - Baba, la Babahoyo - Guayaquil y la Babahoyo - Milagro - Machala. Su situación geográfica es una de las más privilegiadas, pues por sus vías atraviesan cada día más de 27000 automotores (entre buses, tráileres y autos). Es un punto comercial entre la Costa y la Sierra.
Dentro de la red vial urbana, la ciudad cuenta con dos puentes peatonales que permiten la comunicación de la zona central con las parroquias urbanas Barreiro y El Salto. Existen cuatro puentes vehiculares: los dos primeros que cruzan los ríos Catarama y San Pablo al norte de la ciudad (carretera Babahoyo - Quito); el tercero que cruza el estero Lagarto al sur de la urbe (carretera Babahoyo - Guayaquil); y el cuarto que está ubicado en el sector La Ventura (carretera Babahoyo - Ambato). 

### Clima
De acuerdo con la clasificación climática de Köppen, Babahoyo experimenta un clima de sabana típico (Aw), el cual se caracteriza por las temperaturas altas, la estación seca coincide con los meses más fríos y las lluvias con los más cálidos. Las estaciones del año no son sensibles en la zona ecuatorial, no obstante, su proximidad al océano Pacífico hace que las corrientes de Humboldt (fría) y de El Niño (cálida) marquen dos períodos climáticos bien diferenciados: un pluvioso y cálido invierno, que va de noviembre a mayo, y un "verano" seco y ligeramente más fresco, entre junio y octubre. 
Su temperatura promedio anual es de 23 °C; con un promedio de 23,8  °C, abril es el mes más cálido, mientras agosto es el mes más frío, con 22,2 °C en promedio. Es un clima isotérmico por sus constantes precipitaciones durante todo el año (amplitud térmica anual inferior a 2 °C entre el mes más frío y el más cálido), si bien la temperatura real no es extremadamente alta, la humedad hace que la sensación térmica se eleve hacia los 35 °C o más. En cuanto a la precipitación, goza de lluvias abundantes y regulares siempre superiores a 2500 mm por año; hay una diferencia de 599,1 mm de precipitación entre los meses más secos y los más húmedos; enero (21 días) tiene los días más lluviosos por mes en promedio, mientras la menor cantidad de días lluviosos se mide en noviembre (16 días). La humedad relativa también es constante, con un promedio anual de 86,1%. 
| Parámetros climáticos promedio de Babahoyo, Ecuador | Parámetros climáticos promedio de Babahoyo, Ecuador | Parámetros climáticos promedio de Babahoyo, Ecuador | Parámetros climáticos promedio de Babahoyo, Ecuador | Parámetros climáticos promedio de Babahoyo, Ecuador | Parámetros climáticos promedio de Babahoyo, Ecuador | Parámetros climáticos promedio de Babahoyo, Ecuador | Parámetros climáticos promedio de Babahoyo, Ecuador | Parámetros climáticos promedio de Babahoyo, Ecuador | Parámetros climáticos promedio de Babahoyo, Ecuador | Parámetros climáticos promedio de Babahoyo, Ecuador | Parámetros climáticos promedio de Babahoyo, Ecuador | Parámetros climáticos promedio de Babahoyo, Ecuador | Parámetros climáticos promedio de Babahoyo, Ecuador |
| Mes                                                 | Ene.                                                | Feb.                                                | Mar.                                                | Abr.                                                | May.                                                | Jun.                                                | Jul.                                                | Ago.                                                | Sep.                                                | Oct.                                                | Nov.                                                | Dic.                                                | Anual                                               |
| --------------------------------------------------- | --------------------------------------------------- | --------------------------------------------------- | --------------------------------------------------- | --------------------------------------------------- | --------------------------------------------------- | --------------------------------------------------- | --------------------------------------------------- | --------------------------------------------------- | --------------------------------------------------- | --------------------------------------------------- | --------------------------------------------------- | --------------------------------------------------- | --------------------------------------------------- |
| Temp. máx. media (°C)                               | 30.6                                                | 30.4                                                | 31.3                                                | 31.4                                                | 30.8                                                | 29.1                                                | 28.5                                                | 28.5                                                | 29.2                                                | 29.5                                                | 29.9                                                | 30.9                                                | 30                                                  |
| Temp. media (°C)                                    | 26.3                                                | 26.4                                                | 27.0                                                | 27.1                                                | 26.7                                                | 25.2                                                | 24.3                                                | 24.1                                                | 24.6                                                | 25.0                                                | 25.3                                                | 26.2                                                | 25.7                                                |
| Temp. mín. media (°C)                               | 22.4                                                | 22.9                                                | 23.4                                                | 23.3                                                | 22.9                                                | 21.6                                                | 20.7                                                | 20.4                                                | 20.6                                                | 21.0                                                | 21.2                                                | 22.0                                                | 21.9                                                |
| Precipitación total (mm)                            | 368.1                                               | 604.7                                               | 605.8                                               | 404.2                                               | 216.3                                               | 60.7                                                | 17.6                                                | 6.7                                                 | 25.9                                                | 10.4                                                | 63.7                                                | 184.3                                               | 2568.4                                              |
| Días de precipitaciones (≥ 1.0 mm)                  | 21                                                  | 19                                                  | 21                                                  | 20                                                  | 21                                                  | 21                                                  | 20                                                  | 20                                                  | 20                                                  | 18                                                  | 16                                                  | 19                                                  | 236                                                 |
| Horas de sol                                        | 167.4                                               | 284                                                 | 201.5                                               | 177                                                 | 139.5                                               | 96                                                  | 83.7                                                | 89.9                                                | 102                                                 | 93                                                  | 105                                                 | 139.5                                               | 1678.5                                              |
| Humedad relativa (%)                                | 88                                                  | 88                                                  | 87                                                  | 88                                                  | 88                                                  | 88                                                  | 87                                                  | 85                                                  | 84                                                  | 84                                                  | 82                                                  | 84                                                  | 86.1                                                |
| Fuente: NOAA Climate-data.org                       |                                                     |                                                     |                                                     |                                                     |                                                     |                                                     |                                                     |                                                     |                                                     |                                                     |                                                     |                                                     |                                                     |

## Política
Territorialmente, la ciudad de Babahoyo está organizada en 4 parroquias urbanas, mientras que existen 4 parroquias rurales con las que complementa el aérea total del Cantón Babahoyo. El término "parroquia" es usado en el Ecuador para referirse a territorios dentro de la división administrativa municipal.
La ciudad y el cantón Babahoyo, al igual que las demás localidades ecuatorianas, se rige por una municipalidad según lo previsto en la Constitución de la República. El Gobierno Autónomo Descentralizado Municipal de Babahoyo, es una entidad de gobierno seccional que administra el cantón de forma autónoma al gobierno central. La municipalidad está organizada por la separación de poderes de carácter ejecutivo representado por el alcalde, y otro de carácter legislativo conformado por los miembros del concejo cantonal.
La ciudad de Babahoyo es la capital de la provincia de Los Ríos, por lo cual es sede de la Gobernación y de la Prefectura de la provincia. La Gobernación está dirigida por un ciudadano con título de Gobernador de Los Ríos y es elegido por designación del propio Presidente de la República como representante del poder ejecutivo del estado. La Prefectura, algunas veces denominada como Gobierno Provincial, está dirigida por un ciudadano con título de Prefecto Provincial de Los Ríos y es elegido por sufragio directo en fórmula única junto al candidato viceprefecto. Las funciones del Gobernador son en su mayoría de carácter representativo del Presidente de la República, mientras que las funciones del Prefecto están orientadas al mantenimiento y creación de infraestructura vial, turística, educativa, entre otras.
La Municipalidad de Babahoyo, se rige principalmente sobre la base de lo estipulado en los artículos 253 y 264 de la Constitución Política de la República y en la Ley de Régimen Municipal en sus artículos 1 y 16, que establece la autonomía funcional, económica y administrativa de la Entidad.

### Alcaldía
El poder ejecutivo de la ciudad es desempeñado por un ciudadano con título de Alcalde del Cantón Babahoyo, el cual es elegido por sufragio directo en una sola vuelta electoral sin fórmulas o binomios en las elecciones municipales. El vicealcalde no es elegido de la misma manera, ya que una vez instalado el Concejo Cantonal se elegirá entre los ediles un encargado para aquel cargo. El alcalde y el vicealcalde duran cuatro años en sus funciones, y en el caso del alcalde, tiene la opción de reelección inmediata o sucesiva. El alcalde es el máximo representante de la municipalidad y tiene voto dirimente en el concejo cantonal, mientras que el vicealcalde realiza las funciones del alcalde de modo suplente mientras no pueda ejercer sus funciones el alcalde titular.
El alcalde cuenta con su propio gabinete de administración municipal mediante múltiples direcciones de nivel de asesoría, de apoyo y operativo. Los encargados de aquellas direcciones municipales son designados por el propio alcalde. Actualmente el alcalde de Babahoyo es Gustavo Barquet Marún, elegido para el periodo 2023 - 2027.

### Concejo cantonal
El poder legislativo de la ciudad es ejercido por el Concejo Cantonal de Babahoyo el cual es un pequeño parlamento unicameral que se constituye al igual que en los demás cantones mediante la disposición del artículo 253 de la Constitución Política Nacional. De acuerdo a lo establecido en la ley, la cantidad de miembros del concejo representa proporcionalmente a la población del cantón.
Babahoyo posee 9 concejales, los cuales son elegidos mediante sufragio (Sistema D'Hondt) y duran en sus funciones cuatro años pudiendo ser reelegidos indefinidamente. De los nueve ediles, 6 representan a la población urbana mientras que 3 representan a las 4 parroquias rurales. El alcalde y el vicealcalde presiden el concejo en sus sesiones. Al recién instalarse el concejo cantonal por primera vez los miembros eligen de entre ellos un designado para el cargo de vicealcalde de la ciudad.

### División política
El cantón se divide en parroquias que pueden ser urbanas o rurales y son representadas por las Juntas Parroquiales ante el Municipio de Babahoyo. La parroquias urbanas son:
- Clemente Baquerizo
- Camilo Ponce Enríquez
- Barreiro
- El Salto

## Turismo

Cerro Cacharí

La Casa de Olmedo, lugar donde vivió José Joaquín de Olmedo, es uno de los atractivos más importantes del cantón, aquí se firmó el tratado de la Virginia entre las fuerzas Nacionalistas y el General Juan José Flores. El Instituto Nacional de Patrimonio Cultural en ejercicio de las atribuciones que se le confiere la Ley de Patrimonio Cultural, declaró a la Hacienda La Virginia y la Casa de Olmedo, porque en ella José Joaquín de Olmedo pasaba largas temporadas bien perteneciendo al Patrimonio Cultural del Estado, a cargo de la Casa de la Cultura de la provincia de Los Ríos. La Casa de Olmedo constituye no solo un recuerdo vivo de la historia, sino el lugar más representativo de la Ciudad de Babahoyo y de la Provincia de Los Ríos.
- Barreiro, lugar donde se realizan Regatas de Canoas a canalete en el Río Babahoyo, con un panorama de la ciudad y la parroquia El Salto. Otro lugar de visita obligada es el estero de Dimas, perteneciente a la parroquia Pimocha. Antaño, allí se realizó una de las fundaciones de Guayaquil.

- El Salto y Río Seco son dos sitios de atracción pertenecientes a la hacienda del mismo nombre, en las Payas de El Salto podemos encontrar un atractivo natural con una capacidad de 3.000 a 5.000 personas, ubicada a 10 minutos de Babahoyo vía terrestre y vía fluvial apenas a 2 minutos cruzando el Río Babahoyo podemos estar en la playa. Un atractivo donde se puede realizar algunos de los eventos del Carnaval Internacional de Babahoyo organizado cada año.

- Iglesia Catedral, considerada como una de las imágenes representativas de la ciudad, en la que se encuentra la imagen de la Virgen de La Mercedes. La Iglesia Catedral exhibe en su fachada un gigante mural de mosaicos de la imagen de la Virgen Madre, su construcción empezó en el año de 1957 y concluyó en 1963 año en que se ofició la primera misa.

- Parque 24 de Mayo, esta área de la ciudad nos brinda un ambiente acogedor para disfrutar sanamente en familia, sus espacios nos dan total confianza y seguridad, rodeado de áreas verdes, pérgolas y en su parte central una pileta. El parque 24 de Mayo, rodeado de bellos jardines y la fachada de la Catedral, que tiene un mural gigante de la Virgen María realizado con mosaicos. Este parque se encuentra ubicado en el centro de la ciudad.

- Río Babahoyo, atractivo natural que tiene mucha historia, en la actualidad existen viviendas flotantes asentadas en su superficie. En tiempos de antaño era de lo más normal ver embarcaciones navegar a diario ya sea por comercio, necesidad y por turismo, este es uno de los puntos que desea rescatar el cantón, el Río Babahoyo y convertirlo en un gran medio de comunicación interprovincial como lo fue antes, está rodeada por dos ríos, el río San Pablo y el Catarama, que se unen formando el río Babahoyo, el cual a su vez fluye hacia el Río Guayas, terminando finalmente en el océano. A 35 km de Babahoyo se encuentra la llamada “Cascada Milagrosa”, una fuente natural cuyas aguas tienen propiedades medicinales.

- El Malecón de la ciudad está ubicado a las orillas del casco de la ciudad, el malecón consta de cinco Sectores, cuenta con cuatro locales de comidas rápidas y juegos infantiles, por demás existe un puente peatonal que une a la ciudad con la parroquia el salto. Además aquí se puede observar el puente peatonal que une a la ciudad con la parroquia el salto, encontramos “El Centro Comercial el Río”, un área de comercio, con 18 locales comerciales destinados para la venta de mercaderías varias, el “Parque el Paseo”, un área de paseo arborizado, manteniéndose la vegetación existente, en este sector existe otra zona de locales de comida que en número de cuatro son para la venta de comida rápida, Barco hecho a base de mosaico de cerámica ubicado al finalizar el Malecón de la ciudad, cuenta con un restaurante de comida típica y una cafetería, Monumento hacia la ciudad en 3 placas relatando la historia de Babahoyo hecho con vidrios y sostenido de mosaicos de piedra, acompañada con varias fuentes de agua hacen el malecón un precioso lugar que conjuga todos los elementos de la naturaleza con los elementos de la vida moderna. En la avenida del malecón también se pueden encontrar cines y variados restaurantes de comida criolla e internacional de la mejor calidad.

- El Cerro Cachari, dueño de una especialísima estructura y también de una misteriosa leyenda de Babahoyo, el cerro es un macizo rocoso constituido por una roca ígnea intrusiva (plutónica) ácida muy fracturada, se encuentra rodeado de una planicie aluvial amplia. Se puede observar que los bloques rocosos fracturados de grandes dimensiones forman cavernas. El relieve no presenta mayores accidentes geográficos, la mayor parte de terreno es llano. Entre la elevación principal, citamos el “Cerro Cachari” único en el mundo por su rara conformación. La edad posible del cerro Cacharí es de un mioceno superior, es decir 12,5 millones de años. Hace muchos años el cerro estuvo rodeado por espesos bosques. En la hacienda llamada Cacharí de fama en los comienzos del siglo actual porque en ella había una renombrada cría de caballos, resultante de cruzamientos del ganado caballar de raza árabe e inglesa con el de raza nacional, en el centro hay una sombría cueva en cuya parte interna y superior se distinguen una piedra enorme que para la imaginación popular encuentra parecido a un inmenso corazón, a imaginación popular se dice que el Cacharí fue formado por extraterrestres que llegaron del espacio cósmico en tiempos memorables.

- El Ingenio Isabel María, en cuyo terreno se encontró una tola o tumba de un jefe Cacique, las haciendas Chorrera y Tejar donde se han localizado restos arqueológicos de cultura en estos sitios; las tolas levantadas por los indígenas pertenecientes a la cultura Las Tolas o Milagro-Quevedo. Las extensas plantaciones de arroz, en la mayoría de los cantones fluminenses, son lugares que se pueden recorrer en esta provincia costeña.

El Rodeo Montubio, es el momento más esperado por el montubio. Es la oportunidad de exhibir su destreza y habilidad para montar o lazar un corcel chúcaro. Se realiza en la parroquia Pimocha, en la plazoleta principal. En los rodeos montubios se celebra el encuentro y la fusión de las dos razas; la indígena de los pueblos americanos con la Española, celebrando sus fiestas como actos de cultura y sus manifestaciones folklóricas.
Es una tradición costeña que se realiza cada 12 de octubre, se escogió esta fecha, porque coincide con el Día de la Raza, donde los visitantes nacionales y extranjeros pueden conocer más quién es el hombre del campo, su valentía, su audacia, y que admiren la belleza de la mujer montubia, durante con la elección de la Criolla Bonita. En el acto participan simpáticas mujeres de las haciendas invitadas. El rodeo es una especie de competencia entre los jinetes para demostrar quién es el más diestro, el más audaz a la hora de montar o dominar un caballo chúcaro.
Poblaciones de Pimocha, Vinces entre otras de la provincia de El Oro junto a poblaciones de Balzar provincia del Guayas, realizan el espectáculo del rodeo, consiste en una fiesta de mucho colorido en la que desfilan y compiten jinetes que concurren ataviados con trajes que los distinguen y el imprescindible sombrero de paja. Entre las pruebas de destreza que resaltan en el Rodeo Montubio es la enlazada; los chalanes se forman en V para conducir al caballo al lugar donde otro lo enlazará (de espaldas, de pie o acostado). Otros le amarrarán las patas.
Por su tradición, los rodeos atraen a propios y extraños, quienes al final de cada jornada disfrutan de bailes populares.

### Monumentos
En la calle 5 de junio se encuentra un León que simboliza el club de Leones de Babahoyo, en las calles General Barona el busto del General Eloy Alfaro tallado en bronce, en la calle 6 de octubre un monumento a la ciencia construida en piedra monumento a García Moreno y en la parte frontal de la Universidad de Babahoyo está ubicado el busto del Dr. José M. Velasco Ibarra, otro en la puerta principal de la entrada del Instituto Eugenio Espejo, en el parque Infantil Manuel J. Castillo el monumento a la Madre y en el Malecón el busto de García Moreno y una estatua de Simón Bolívar.

## Demografía
Tiene una población de 98.251 habitantes (2022), su centro es uno de los más vastos de la región. Gran parte de su población del cantón del mismo nombre, se encuentra en el casco urbano y las periferias de la ciudad que se encuentran alrededor del By Pass (Vía E25 carretera Babahoyo - Quito) que pasa por toda la ciudad de sur a noroeste.
El centro de la ciudad comprende desde el Malecón 9 de octubre, las calles Juan x Marcos, Isaías Chopitea hasta la calle Primero de mayo. En el sector se concentran las actividades comerciales y se desarrollan las acciones administrativas públicas. Cuenta con todos los servicios de infraestructura y la mayor parte del equipamiento comunitario de la ciudad; las edificaciones del sector están construidas con materiales perdurables. Las calzadas de las calles se encuentran en buen estado, todos con pavimento rígido y algunas sobrepuestas con una capa de pavimento flexible.

### Conurbación de Babahoyo
La conurbación de Babahoyo o area metropolitana de Babahoyo es un área metropolitana del Ecuador ubicada en el sur de la Provincia de Los Ríos, y sus alrededores. Babahoyo es una ciudad de 98.251 habitantes con su conurbación hace una población grande de medio millón de habitantes y todos los cantones se encuentran cerca de la ciudad esto incluye a cantones de las provincias de Guayas, Bolívar y la Provincia de Los Ríos los cantones que forman parte de la Conurbación de Babahoyo son:
|  | Cantón           | Pob. (2010) | Área (km²) | Cabecera Cantonal |
|  | ---------------- | ----------- | ---------- | ----------------- |
|  | Babahoyo         | 153.776     | 1.076      | Babahoyo          |
|  | Baba             | 39.681      | 516        | Baba              |
|  | Montalvo         | 24.164      | 362        | Montalvo          |
|  | Puebloviejo      | 36.477      | 336        | Puebloviejo       |
|  | Urdaneta         | 29.263      | 377        | Catarama          |
|  | Ventanas         | 66.551      | 282        | Ventanas          |
|  | Vinces           | 71.736      | 693        | Vinces            |
|  | Caluma           | 13.129      | 175        | Caluma            |
|  | Chimbo           | 15.779      | 262        | Chimbo            |
|  | San Miguel       | 27.244      | 570        | San Miguel        |
|  | Baquerizo Moreno | 25.179      | 218        | Baquerizo Moreno  |
|  | Simón Bolívar    | 25.483      | 359        | Simón Bolívar     |

La superficie total de los 12 cantones unidos es de 5.226 km² y es la 5.ª área metropolitana más poblada del país con una población total de 528,462 habitantes.
La razón por este gran crecimiento en la Zona metropolitana de Babahoyo se debe al desarrollo económico de la capital fluminense en los últimos años. La mayoría de los habitantes, trabajadores, estudiantes prefieren ir a Babahoyo por cuestiones de salud, educación, trabajo, vivienda, servicios públicos, etc y todos los que vienen a esta ciudad provienen de los cantones antes mencionados. Una razón por su alta población se debe también a que Babahoyo se encuentra en un gran momento de desarrollo económico tanto en obras de gran magnitud o en inversión privada como urbanizaciones etc, y es un punto de unión entre la costa y la sierra.

## Transporte
El transporte público es el principal medio transporte de los habitantes de la urbe, tiene un servicio de bus público urbano en expansión, El sistema de bus no es amplio y está conformado por dos empresas de transporte: Fluminense y Santa Rita. La tarifa del sistema de bus es de 0,35 USD, con descuento del 50% a grupos prioritarios (menores de edad, adultos mayores, discapacitados, entre otros). Además existen los buses interparroquiales e intercantonales. También existe el transporte mediante las canoas que colegan la parroquias urbanas Barreiro y El Salto y las parroquias rurales Pimocha y Caracol. También tenemos el servicio de Taxi y Taxis Ejecutivos como son: Compañía. Ciudad Ventura y Compañía Luygi Car.
Gran parte de las calles de la ciudad están asfaltadas o adoquinadas, aunque algunas están desgastadas y el resto de calles son lastradas, principalmente en los barrios nuevos que se expanden al este y norte de la urbe.
Sus principales calles son:
•5 de junio 
•Gral Barona
•10 de agosto 
•García Moreno 
•Enrique Ponce Luque 
•Clemente Baquerizo
•6 de octubre 
•Av Universitaria 
•25 de Julio(By Pass)
•27 de Mayo

## Cultura
La fiesta patronal de la ciudad es el 24 de septiembre. Cada año se rinde homenaje a la Virgen de la Merced de la manera siguiente: Desde el 15 hasta el 23 de septiembre diferentes grupos de seguidores cargan a la Virgen paseando por las calles de la ciudad.  Se establece una gran feria dentro del centro de la ciudad donde se muestra y se vende artesanía de las regiones sierra, costa y oriente del Ecuador, además siempre hay una gran feria de juegos infantiles. Grupos folclóricos y cantantes nacionales y a veces internacionales vienen a rendirle homenaje a la Virgen en el parque 24 de Mayo a las afueras de la Iglesia Catedral en pleno centro de la cabecera cantonal. El 24 de septiembre la ciudad se viste de gala rindiéndole homenaje a la Virgen de la Merced.
Uno de los paseos más interesantes que realizan los visitantes consiste en navegar sobre las aguas del Babahoyo, con el fin de observar la belleza de la región. En las orillas del río, hay casas flotantes que llaman la atención de los visitantes. En el margen derecho se encuentra la Casa de Olmedo donde el escritor escribió los versos del conocido Canto a Bolívar.

### Festividades locales
Dentro de las festividades locales y feriados que celebran los Babahoyenses están los siguientes:
| Festividades locales  |                                      |
| Fecha                 | Acontecimiento                       |
| 1 de enero            | Año Nuevo                            |
| En febrero o en marzo | Carnaval                             |
| En marzo o en abril   | Semana Santa                         |
| 1 de mayo             | Día del Trabajo                      |
| 27 de mayo            | Fundación de Babahoyo                |
| 24 de mayo            | Batalla del Pichincha                |
| 10 de agosto          | Primer Grito de Independencia        |
| 24 de septiembre      | Fiesta Patronal de la Ciudad         |
| 6 de octubre          | Creación de la Provincia de Los Ríos |
| 11 de octubre         | Independencia de Babahoyo            |
| 12 de octubre         | Día de la Raza                       |
| 2 de noviembre        | Día de los Fieles Difuntos           |
| 25 de diciembre       | Navidad                              |
| 31 de diciembre       | Fin de año                           |

### Gastronomía
Ceviches de concha, camarón y pescado, seco de pollo y carne, corvina frita con patacones, caldo de manguera, bollo de pescado, arroz con menestra, patacón y carne asada o pollo asado, sancocho de bocachico, jugos de frutas tropicales, carne en palito, ayanpacos, cazuelas, tortillas de verde, papa o mote con huevo, etc…….  Además está en auge las preparaciones a base de soya, tanto en bebidas como leche, chicha y batidos de leche con frutas, así como comestibles, entre ellos las empanadas, etc.

### Artesanías
Algunos de sus pobladores se dedican a la orfebrería, a elaborar balaustre, hamacas, atarrayas, paños, arpones y otros artículos necesarios para la pesca como canoas.

## Economía
La ciudad de Babahoyo tiene el mejor enlace comercial de la provincia debido a la agricultura de alta escala y a sus cultivos de gran calidad. La población en su gran mayoría se dedica al cultivo, principalmente de arroz, banano y cacao. Diferentes industrias tienen sede en esta ciudad como Industrias Facundo ubicada a las afueras de la ciudad, así como el Ingenio Isabel María, el cuarto ingenio más grande del país, y diferentes piladoras; gran parte de la ciudad tiene un gran movimiento. Babahoyo se ha convertido en los últimos tiempos en el centro para la cristalización de importantes negocios y apertura de grandes empresas. En Babahoyo existen diferentes entidades bancarias y cooperativas de ahorro haciéndola una ciudad con todos los servicios si de economía se habla.
En Babahoyo se puede observar varias especies de animales, gracias al clima cálido o tórrido que goza la región. Por ello la ganadería se encuentra bien desarrollada ya que existe gran cantidad de ganado porcino, caprino, extensa variedad de aves de corral y animales acuáticos como: pescado, camarón, concha, etc.
El 27 de mayo de 2012, el día del aniversario 143 de la fundación de la ciudad, se inauguró el centro comercial El Paseo Shopping Babahoyo, el primer mall de la ciudad.

## Deporte
La Federación Deportiva de Los Ríos es el organismo rector del deporte en toda la Provincia de Los Ríos y por ende en Babahoyo se ejerce su autoridad de control. El deporte más popular en la ciudad, al igual que en todo el país, es el fútbol, siendo el deporte con mayor convocatoria. El club de fútbol insignia de la ciudad y que más simpatizantes tiene es el Club Sport Venecia, club que abarca mucha hinchada en el sur de la provincia y en toda la ciudad capital de esta, el cual comparte rivalidad con el Club Deportivo Río Babahoyo, ambos clubes actualmente se encuentran activos en la Asociación de Fútbol Profesional de Los Ríos y participan en el Campeonato Provincial de Segunda Categoría de Los Ríos.

### Escenarios deportivos
El principal recinto deportivo para la práctica del fútbol es el Estadio Rafael Vera Yépez. Es usado mayoritariamente para la práctica del fútbol y tiene capacidad para 11 000 espectadores. Desempeña un importante papel en el fútbol local, ya que los clubes babahoyenses como el Río Babahoyo, Independiente Fútbol Club y Venecia hacen de locales en este escenario deportivo.
Asimismo, este estadio es sede de distintos eventos deportivos a niveles provincial y local, así como es escenario para varios eventos de tipo cultural, especialmente conciertos musicales (que también se realizan en el Coliseo Jaime Roldós Aguilera de Babahoyo).
La ciudad también cuenta con otros estadios de menor capacidad como el estadio "Mata de Cacao" con césped natural, ubicado en la parroquia rural Febres Cordero, el "Estadio de La Virginia" de césped sintético ubicado en la parroquia urbana "El Salto" y el complejo deportivo llamado "La Chorrera" con cancha de césped natural, con pista atlética, todo este complejo deportivo también posee canchas de tenis, baloncesto, coliseo, etc y pertenecen a la Federación Deportiva de Los Ríos. Babahoyo también posee varios polideportivos ubicados en algunas partes de la ciudad y a las afueras de esta para el uso exclusivo de sus ciudadanos.